# Ungleichheitsaversion
Als Ungleichheits- oder Unfairnessaversion (Englisch: Inequity Aversion) bezeichnet man die Präferenz für Fairness und Gleichheit innerhalb einer sozialen Struktur. Mit dem Thema befassen sich Forschungsdisziplinen wie Soziologie, Ökonomie, Psychologie, Anthropologie und Ethologie.

## Geschichte
Die Untersuchung der Ungleichheitsaversion begann um 1978, als Studien Hinweise darauf ergaben, dass Menschen sowohl auf für sie selbst negative als auch für sie positive Ungleichheiten empfindlich reagieren und zu Kompensationsleistungen neigen, wenn sie Belohnungen erhalten, die sie als unverdient empfinden.
Ernst Fehr und Klaus M. Schmidt nahmen später an, dass sich die Ungleichheitsaversion bei Menschen hauptsächlich in der Tendenz zeigt, den Erhalt einer höheren (ungerechten) Belohnung durch andere Personen auch gegen Inkaufnahme einer Verringerung der eigenen Gewinnmöglichkeiten zu verhindern. Ihren Argumenten zufolge ist dieses offensichtlich selbstschadende Verhalten wichtig bei der Erschaffung einer Umgebung, in der bilaterale Verhandlungen möglich sind. Ohne die durch die Ungleichheitsaversion bedingte Ablehnung einer ungerechten Verteilung wären stabile Kooperationen schwieriger zu erreichen (beispielsweise hätten Personen, die auf den optimalen eigenen Profit setzen, bessere Chancen, siehe Trittbrettfahrerproblem).

## Forschung

### Experimentelle Ökonomie
Die Ungleichheitsaversion entspricht weitgehend dem im Rahmen verschiedener Experimente im Bereich der experimentellen Ökonomie beobachteten Verhalten. Beim Diktatorspiel beispielsweise entscheidet ein Teilnehmer, wie eine Belohnung zwischen ihm und dem anderen Teilnehmer aufgeteilt wird. Dabei entscheiden sich die Teilnehmer zu signifikant über 50 % dafür, zumindest einen Teil des möglichen Gewinns abzugeben. Beim Ultimatumspiel wird das Diktatorspiel um die Regel erweitert, dass der empfangende Teilnehmer ein Veto einlegen kann; in diesem Fall erhalten beide Teilnehmer nichts. Empfangende Teilnehmer sprechen normalerweise bei niedriger Beteiligung am Gesamtgewinn ein Veto aus, bevorzugen es also, nichts statt wenig zu erhalten, wenn die andere Seite dadurch auch einen Verlust hat.
2005 modifizierte John List diese Experimente; er wollte prüfen, ob die Struktur der Spiele das Verhalten der Teilnehmer sozusagen „positiv“ beeinflusste. Als er Teilnehmern die Option gab, anderen Teilnehmern ihren Anteil durch Erfüllung gewisser Aufgaben „abzunehmen“, verschwand der beobachtete Altruismuseffekt komplett.

### Unternehmensstudien
In Mitarbeiterumfragen wurde die Ungleichheitsaversion als wichtiger Faktor erkennbar; Angestellte vergleichen Gehalt und Leistung mit dem ihrer Mitarbeiter. Wo ein solcher Vergleich zu Effekten wie Schuldgefühlen oder Neid führt, kann die Mitarbeitermoral Schaden nehmen. Studien zufolge richten Manager strikte Gehaltsstrukturen ein, damit die Entlohnung in der internen Beurteilung als fair angesehen wird, um so Arbeitsmoral und -leistung auf einem hohen Niveau zu halten.
2008 zeigte Pedro Rey-Biel allerdings, dass Arbeitgeber höhere Leistungen für geringere Gehaltszahlung insgesamt erreichen können, indem sie statt rigiden Gehaltsstrukturen Bonussysteme einführen.

### Studien mit Tieren
In Experimenten mit Kapuzineraffen, bei denen Nahrungsmittel verschiedener „Wertigkeit“ als Belohnung für bestimmte Tätigkeiten verteilt wurden, zeigten Sarah Brosnan und Frans de Waal, dass Testtiere lieber nichts erhielten als eine gegen die eines anderen Testtiers als minderwertig angesehene Belohnung. Brosnan beschrieb ihre Interpretation der Ergebnisse wie folgt: „It looks like this behavior is evolved … it is not simply a cultural construct. There's some good evolutionary reason why we don't like being treated unfairly“. Hier wird also auf einen möglicherweise biologisch und evolutionär bedingten „Sinn für Fairness“ bei Primaten hingewiesen; diese Ansicht ist allerdings nicht unumstritten. Neuere Studien legen nahe, dass auch Hunde einen grundlegenden Sinn für Fairness haben können.